# 梅加高智商社團
梅加高智商社團（Mega Society ）
是一個專為在百萬分之一級別智力測驗中達標者設立的高智商學會，該類測驗聲稱能在極端智商區間有效鑑別能力。
申請人必須提交在被社團認可、且能區分「百萬分之一」智力水準的智力測驗（如Hoeflin Mega Test、Titan Test、Ultra Test、Power Test等）中，達到或超過規定分數的正式成績證明。
根據《金氏世界紀錄》記載，梅加協會被描述為「最高端超高智商組織」，創立時僅26名會員，智力均位於99.9999百分位數以上（約百萬分之一人口）。截至2024年10月，協會報告顯示有36名活躍會員，不含已故成員與非會員資格者。

## 歷史沿革
梅加協會由羅納德·K·霍夫林於1982年創立，旨在推動心理測量研究，並吸收了克里斯多福·哈丁創立的「606協會」（名稱源自「百萬分之六」概念）。初期入會標準為凱文·蘭登成人智力測驗（LAIT）173分以上，後提高至175分。因試題外洩，官方LAIT測驗於1993年底終止使用。
經會員投票，入會資格逐步限縮至僅接受LAIT與霍夫林博士設計的「梅加測驗」。後因梅加測驗同樣遭洩露，1994年後的成績不再採認。此後批准的「泰坦測驗」亦於2020年因類似原因停用。當前認可的測驗包括霍夫林設計的「超極限測驗」與「能量測驗」，合格分數分別為70分與34分。

## 梅加測驗與公眾關注
1985年霍夫林博士公開發表「梅加測驗」後，該協會獲得廣泛關注。公開報導中通過此測驗者包括專欄作家瑪麗蓮·莎凡特、數學家所羅門·戈隆、克里斯·蘭根，以及曾任新罕布什爾州州長與白宮幕僚長的約翰·蘇努努。

## 出版與交流
協會官方期刊《Noesis》及其前身《The Megarian》正進行線上歸檔作業。

## 法律備註
涉及該協會的重要法律事件包括：
- 〈高智商社團簡史（血腥版）〉（達里爾·宮口）
- 「梅加協會訴克里斯·蘭根」案判決（2003年3月）
- 國際域名仲裁案（2004年1月，「梅加協會訴吉娜·林恩·洛薩索博士/梅加基金會」）